# Gieorgij Skałon
Gieorgij Antonowicz Skałon (ros. Георгий Антонович Скалон, ur. 12 października?/24 października 1847 w Petersburgu, zm. 1 lutego 1914 w Warszawie) – rosyjski wojskowy, generał kawalerii, generał-gubernator warszawski i głównodowodzący wojsk Warszawskiego Okręgu Wojskowego w latach 1905–1914.

## Życiorys

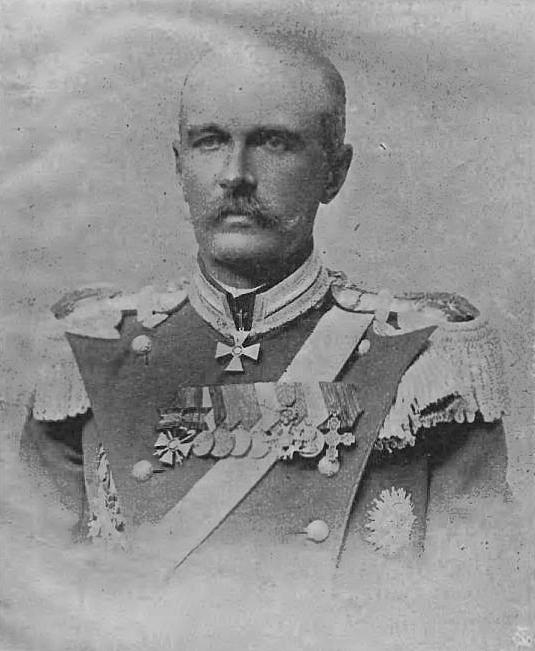
Gieorgij Skałon (przed 1905)

### Przed 1905 rokiem
Gieorgij Antonowicz Skałon urodził się 24 października 1847 roku w stołecznym Petersburgu. Był synem Antona Antonowicza Skałona i Julii-Jelizawiety-Jeleny Jegorowny Sievers. Skałonowie wywodzili się ze szlachty hugenockiej (właściwie Scallon), która po wydaniu edyktu nantejskiego schroniła się w Szwecji, a następnie przeszła na służbę rosyjską. Jego przodkowie służyli w Armii Imperium Rosyjskiego, także Gieorgij Antonowicz wybrał karierę oficerską. 
W 1865 roku Skałon ukończył Nikołajewską Szkołę Kawalerii, a następnie rozpoczął służbę jako kornet w Lejb-Gwardyjskim Pułku Ułanów Jego Wysokości. W latach 1877–1878 brał udział w wojnie rosyjsko-tureckiej. 7 stycznia 1893 roku rozpoczął służbę jako oficer sztabowy, a od 30 sierpnia 1893 roku otrzymał stopień generała-majora z funkcją generała do specjalnych poruczeń przy dowództwie Warszawskiego Okręgu Wojskowego. 19 sierpnia 1894 roku został dowódcą wspomnianego Lejb-Gwardyjskiego Pułku Ułanów. 2 sierpnia 1897 roku mianowany dowódcą 1 Dywizji Kawalerii Gwardii Imperium Rosyjskiego. 6 grudnia 1900 roku otrzymał awans na generała-lejtnanta i przyznane mu zostało dowództwo 4 Dywizji Kawalerii Imperium Rosyjskiego. 1 kwietnia 1901 roku został dowódcą 2 Dywizji Kawalerii Gwardii Imperium Rosyjskiego. Natomiast w roku 1903 został generał-adiutantem świty cesarza Mikołaja II.

### Generał-gubernator warszawski
15 maja 1905 roku Gieorgija Skałona mianowano zastępcą dowódcy Warszawskiego Okręgu Wojskowego, a 15 sierpnia tego samego roku jego głównodowodzącym i generał-gubernatorem warszawskim. Wkrótce po objęciu urzędu zwrócił się z prośbą do cesarza Mikołaja II i premiera Siergieja Witte o wprowadzenie na terenie ziem Kraju Nadwiślańskiego stanu wojennego, co też stało się 10 listopada 1905 roku. W okresie stanu wojennego Skałonowi przyznane też zostały nadzwyczajne uprawnienia policyjno-karne, które dopuszczały karanie uczestników protestów o charakterze antyrządowym bez wyroków sądów. Kary te były różnorodne, włączając zsyłkę aż po karę śmierci, którą w ten sposób kilkakrotnie zastosowano. Skałon był pierwszym wysokim urzędnikiem w Imperium Rosyjskim, który na podstawie paragrafu dwunastego o stanach nadzwyczajnych, zdecydował się karać śmiercią bez wyroku sądu. W liście datowanym na 4 lipca 1906 roku, a skierowanym do Piotra Stołypina, Skałon tak przedstawiał swoją wizję tłumienia rozruchów na podległym mu obszarze: Walczyć z atakami terrorystycznymi rewolucjonistów, wedle mego zdania, można tylko przy pomocy jeszcze mocniejszego terroru ze strony władz rządowych, to jest drogą urzeczywistnienia w pełnej mierze artykułu dwunastego stanu wojennego, aż do zastosowania kary śmierci bez wyroku sądowego. Ta drastyczna polityka przyczyniła się do stopniowej likwidacji wrzenia rewolucyjnego na ziemiach polskich. Od 1905 do 1908 roku na terenie Kraju Nadwiślańskiego około tysiąca osób zostało poddanych karze śmierci. W samej Warszawie zarządzono ponad trzysta takich wyroków. Tak bezwzględna polityka doprowadziła do szerzenia się pogłosek, że Skałon na swoim biurku kolekcjonuje fotografie straconych osób. Generał-gubernator uważał, że ruch robotniczy podtrzymywany jest przez Żydów, którzy są u podstaw ruchów socjalistycznych.
W 1905 roku wydanie manifestu październikowego i złagodzenie kursu zdezorientowało Skałona. Początkowo zezwolił na pokojowe manifestacje radości mieszkańców Warszawy, lecz już 1 listopada 1905 roku demonstracja odbywająca się na placu Teatralnym została brutalnie rozpędzona. Kilkadziesiąt osób zginęło, kilkaset zostało rannych, a prasa socjalistyczna  obarczała winą generała-gubernatora. „Robotnik” w 1908 roku, przypominając te zajścia, pisał, że Skałon puścił na lud kozaków i kazał strzelać do cieszącej się z konstytucji ludności – według Chimiaka jednak brakuje jednak dowodów, które winą za tę masakrę mogłyby bezpośrednio obciążyć generała-gubernatora warszawskiego. 5 listopada 1905 roku Liga Narodowa zorganizowała kolejną manifestację. Oprócz m.in. Romana Dmowskiego i Zygmunta Wielopolskiego wzięło w niej udział około dwustu tysięcy osób. Jej rozmiary miały przerazić Skałona, który już następnego dnia zabronił organizacji manifestacji i ograniczył je jedynie do pomieszczeń zamkniętych, a i w nich zakazano przemówień, które mogłyby sprzeciwiać się istniejącemu obecnie państwowemu lub społecznemu ustrojowi. Jeszcze tego samego dnia w tajnej instrukcji nakazywał innym gubernatorom Kraju Nadwiślańskiego, by tłumy manifestantów uważać za bandy powstańców i wystrzeliwać do zupełnego wytępienia, nie zezwalać na żadne wiece i mitingi, w razie wykrycia rozpraszać przy pomocy broni palnej. Skałon wobec manifestu październikowego stał na niewzruszonej pozycji lojalności wobec monarchii, którą to przedkładał nad obiecane w dokumencie swobody obywatelskie. W 1906 roku w związku z wyborami do Dumy Państwowej Skałon rozesłał do innych gubernatorów okólnik, w którym polecał im zezwalać na zgromadzenia publiczne wszystkim partiom politycznych poza tymi, które bojkotowały proces wyborczy. Pisał on m.in., że do partii umiarkowanych (z nazwy wymieniał jedynie Stronnictwo Polityki Realnej) należy odnosić się z wyrozumiałością. Nadmierne skrępowanie wyborczej agitacji stronnictw umiarkowanych mogłoby spowodować odmowę uczestnictwa tych partii w wyborach, co byłoby na rękę jedynie rewolucjonistom.
18 sierpnia 1906 Organizacja Bojowa PPS przeprowadziła na niego na ulicy Natolińskiej 9 nieudany zamach bombowy. Wanda Krahelska zrzuciła na powóz gubernatora dwie bomby, jednak Skałon przeżył wybuch i został jedynie lekko ranny w głowę. Stan wojenny, wprowadzony zgodnie z rozkazem Skałona, zaczął być likwidowany dopiero w roku 1908, przy czym na niektórych terenach, m.in. w guberni piotrkowskiej, został utrzymany aż do połowy roku 1909. Po zamachu Skałon w obawie przed kolejnymi tego typu akcjami zdecydował się zaprzestać polityki stosowania kary śmierci bez wyroków sądu.
Po zakończeniu rewolucji polityka Skałona stała się bardziej umiarkowana. Był zdecydowanym przeciwnikiem utworzenia guberni chełmskiej i wydzieleniu jej z Królestwa Polskiego oraz podporządkowaniu jej generał-gubernatorstwu kijowskiemu. Popierał pomysły utworzenia na podległym sobie obszarze samorządu miejskiego, a także nie sprzeciwiał się organizacji uroczystości kulturalnych (np. obchodów setnej rocznicy urodzin Juliusza Słowackiego).
W grudniu 1907 roku zlikwidowana została przez Skałona Polska Macierz Szkolna.
Natomiast w 1908 roku, na wniosek Skałona, ministerstwo spraw wewnętrznych zamknęło Uniwersytet dla Wszystkich. W 1910 roku ujawniono, że Skałon zamieszany był w aferę korupcyjną. Przewodniczył on budowie Mostu Mikołajewskiego. Śledztwo przeprowadzone w 1910 roku wykazało, że Towarzystwo Akcyjne „K. Rudzki i S-ka”, biorące udział w przetargu na projekt i realizację mostu, przekazało Skałonowi sto tysięcy rubli łapówki. Dzięki koneksjom na petersburskim dworze generał-gubernator nie poniósł z tego powodu żadnych konsekwencji. W 1908 roku Skałon pisał do Piotra Stołypina, że gubernia warszawska pod względem obszaru, liczebności obywateli, liczby twierdz i wojsk, liczby fabryk i zakładów w sensie trudności zarządzania zajmuje czołowe miejsce i ustępuje może jedynie guberni piotrkowskiej. Postulował, by na terenie Kraju Nadwiślańskiego funkcje gubernatorskie powierzane były osobom o zdecydowanym charakterze i wysokich kwalifikacjach. Samodzielna polityka Skałona doprowadziła do konfliktu z Piotrem Stołypinem, który dążył do usunięcia generała-gubernatora z Warszawy. W 1910 roku Stołypin zlecił przeprowadzenie kontroli w Kraju Nadwiślańskim (tzw. rewizję senatorską), którą kierował jego szwagier Dmitrij Neidhart. Wykazała ona pewne nieprawidłowości, jednakże Skałon cieszył się całkowitym zaufaniem Mikołaja II i ze swego stanowiska ostatecznie odwołany nie został. Wszelkie próby znaczniejszych koncesji i ustępstw na rzecz ludności polskiej, jakie wykazywał Skałon, były torpedowane i blokowane przez koła rządowe w stolicy nad Newą. W rosyjskich planach dotyczących potencjalnej wojny Skałon twierdził, że obrona ziem Królestwa Polskiego przed atakiem nieprzyjaciela będzie praktycznie niemożliwa. Jednocześnie jednak zauważał, że porzucenie Warszawy z politycznego punktu widzenia byłoby wielkim błędem.
Gieorgij Antonowicz Skałon rządził Królestwem Kongresowym do swojej śmierci w lutym 1914 roku. Jego następcą był Jakow Żyliński. Nabożeństwo żałobne odbyło się w zamkniętej kaplicy w języku niemieckim, w obrządku luterańskim. Pastor wygłosił przemówienie o jego osobie również po niemiecku. Depeszę kondolencyjną, w języku niemieckim, na ręce wdowy przesłała cesarzowa Aleksandra Fiodorowna.

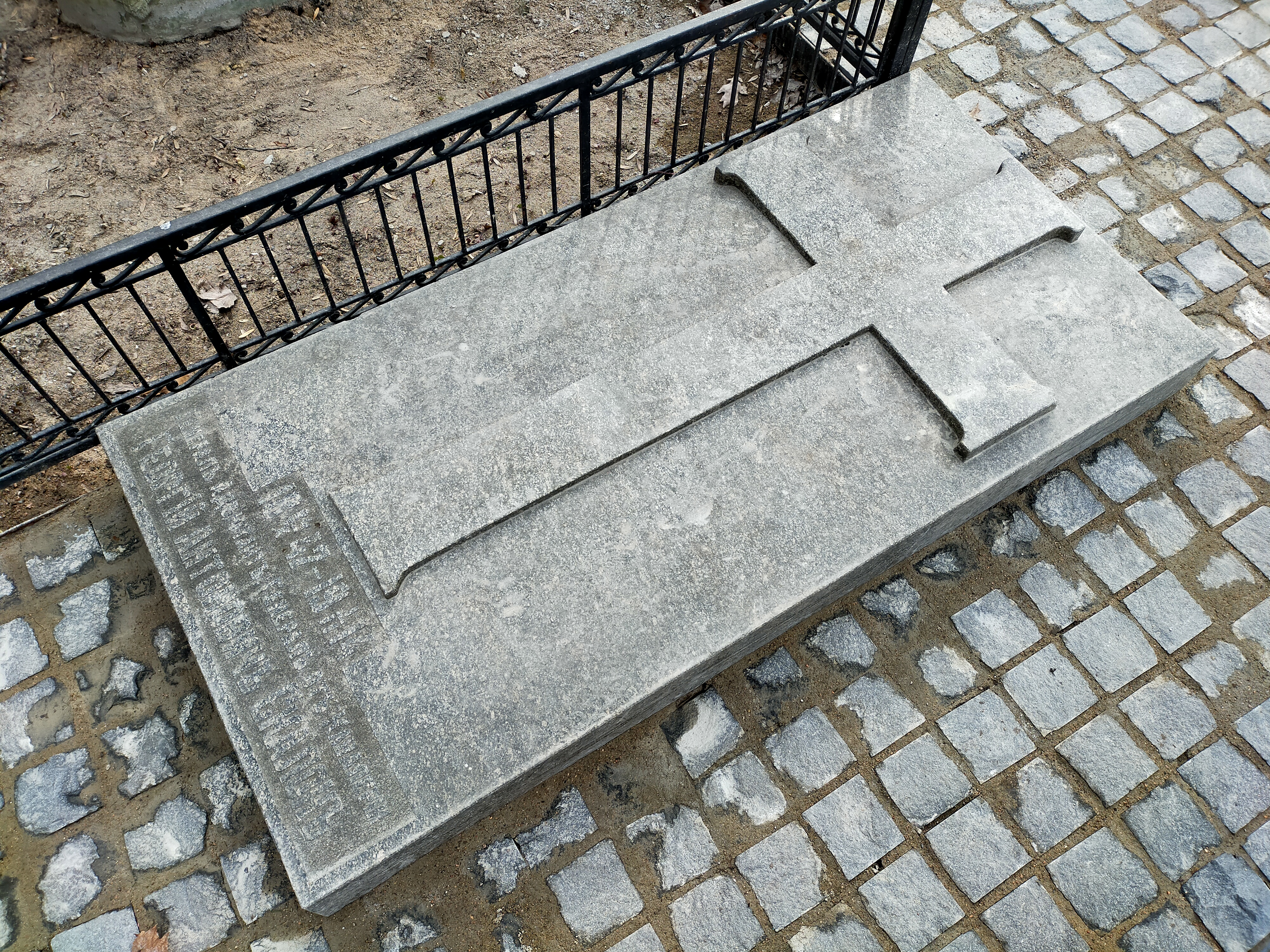
Grób Gieorgija Skałona na cmentarzu luterańskim Wołkowom w Petersburgu

### Życie prywatne
Gieorgij Skałon był żonaty z Mariją Iosifowną Korf, wywodzącą się z rodu bałtyckich Niemców, z którą miał syna Antona i córkę Mariję. Skałon był właścicielem kilku domów w Petersburgu. Uchodził za wielbiciela operetki, uczęszczał chętnie do warszawskich teatrów, a także wdał się w romans z jedną z artystek operetkowych. Był wyznania ewangelickiego (luterańskiego), co nie przeszkadzało mu być członkiem honorowym działającego w Warszawie prawosławnego Bractwa św. Trójcy.

### Opinie
Oceny pracy Gieorgija Skałona jako generał-gubernatora warszawskiego są niejednoznaczne. Prasa socjalistyczna określała Skałona jako jednego z najkrwawszych katów ludu polskiego, wiekorządcę carskiego, który setki rodzin okrył żałobą i tysiące ofiar zadręczył po więzieniach i zsyłkach. Konsul francuski w Warszawie, Michel de Coppet, oceniał natomiast, że Skałon, zostając generał-gubernatorem, objął władzę w kraju wstrząsanym rewolucją i ogłosił stan oblężenia. Rządy jego były krwawe, ale nawet polska prasa przyznaje, że po uspokojeniu wstrząsów był raczej nastawiony liberalnie, a wykonując rozkazy, jakie otrzymywał z Petersburga, starał się wprowadzać je jak najłagodniej. W okresie urzędowania Skałona jego uprawnienia uległy jednak znacznemu ograniczeniu na rzecz władz centralnych w Petersburgu, a także na rzecz innych gubernatorów królestwa i działających w czasie stanu wojennego tymczasowych generał-gubernatorów.
Siergiej Witte opisywał Gieorgija Skałona jako wiernego sługę cesarza, człowieka silnego charakteru i mocnych pryncypiów, ale jednocześnie nie orła, lecz prostolinijnego i uczciwego człowieka. Osadzenie Skałona na stanowisku generała-gubernatora wpisywało się doskonale w ówczesną politykę rządu petersburskiego, która zakładała, że ruch rewolucyjny jest możliwy do okiełznania jedynie w przypadku, gdy władza znajduje się w rękach zdecydowanego, a nie wahającego się człowieka. Skałon jako generał-gubernator rezydował na Zamku Królewskim, a miesiące letnie spędzał w Łazienkach. W latach 1912–1913 jego zastępcą był Aleksiej Brusiłow, który opisuje Skałona jako życzliwego i uczciwego człowieka, a wydawał mu się on być raczej dworakiem niż prawdziwym wojskowym. Brusiłow uważał także, że Skałon był przesiąknięty kulturą niemiecką i nie krył się z opinią, że Imperium Rosyjskie powinno znajdować się w bliskim sojuszu z Cesarstwem Niemieckim. Pozostawał w świetnych stosunkach z konsulem niemieckim w Warszawie Augustem Brückiem. Brusiłow, który w swych pamiętnikach twierdzi, że Skałon uważał, iż Niemcy powinni rządzić Rosją, zniesmaczony tym zachowaniem doniósł na Skałona do ministra wojny Władimira Suchomlinowa. W konsekwencji Brusiłow został przeniesiony do Kijowa, a Suchomlinow przyznał, że podziela jego wątpliwości co do poglądów Skałona. Brusiłow zauważa też, że Skałon otaczał się Rosjanami pochodzenia niemieckiego, którzy w Kraju Nadwiślańskim pełnili najwyższe funkcje administracyjne i wojskowe.

## Przebieg służby

### Awanse
- kornet (08.07.1865)
- porucznik gwardii (20.04.1869)
- sztabs-kapitan gwardii (30.08.1872)
- kapitan gwardii (04.04.1876)
- pułkownik gwardii (30.08.1883)
- generał-major (30.08.1893)
- generał-lejtnant (06.12.1900)
- generał-adiutant (1903)
- generał kawalerii (17.01.1906)[28]

### Jednostki
- Lejb-Gwardyjski Pułk Ułanów Jego Wysokości (1865–1893)
- Warszawski Okręg Wojskowy (7.01.1893–19.08.1894, generał do specjalnych poruczeń)
- Lejb-Gwardyjski Pułk Ułanów Jego Wysokości (19.08.1894–2.08.1897, dowódca)
- 1 Dywizja Kawalerii Gwardii Imperium Rosyjskiego (2.08.1897–2.04.1899, dowódca)
- 4 Dywizja Kawalerii Imperium Rosyjskiego (2.04.1899–4.04.1901, dowódca)
- 2 Dywizja Kawalerii Gwardii Imperium Rosyjskiego (4.04.1901–15.05.1905, dowódca)
- Warszawski Okręg Wojskowy (15.05.1905–15.08.1905, zastępca głównodowodzącego)
- Warszawski Okręg Wojskowy (15.08.1905–1914, głównodowodzący i generał-gubernator warszawski)[28]

## Ordery i odznaczenia

Herb rodu Skałonów

### rosyjskie
- Order Świętego Stanisława (2. klasy z mieczami i kokardą, 1877)
- Order Świętego Włodzimierza (4. klasy z mieczami i kokardą, 1877)
- Order Świętej Anny (2. klasy z mieczami, 1878)
- Złota szabla „Za dzielność” (13.01.1879)
- Order Świętego Włodzimierza (3. klasy, 1895)
- Order Świętego Stanisława (1. klasy, 1898)
- Order Gwiazdy Rumunii (wielki krzyż oficerski, 1899)
- Order Świętej Anny (1. klasy, 1902)
- Order Świętego Włodzimierza (2. klasy, 1905)
- Order Orła Białego (1908)
- Order św. Aleksandra Newskiego (1911)[28]

### zagraniczne
- Legia Honorowa (kawaler, 1879)
- Order Daniła I (2 klasy, 1889)[28]